# Золотой банан

«Золотой банан» на карте Европы

«Золотой банан» («Солнечный пояс») — термин, обозначающий густонаселённую и урбанизированную территорию, которая простирается между Картахеной на западе и Генуей на востоке вдоль побережья Средиземного моря. Концепция «золотого банана» была представлена на сессии Европейской комиссии в 1995 году в проекте «Европа 2000» с целью развития устойчивого туризма, поощрения использования возобновляемых источников энергии, укрепления межгосударственных отношений, содействия экономическому развитию и более тесной связи между Испанией, Италией и Францией. Идея «золотого банана» была предложена по аналогии с «голубым бананом», обозначающим наиболее экономически развитый регион Европы.

## Характеристика
«Золотой банан» образуется из «голубого банана» с продолжением по побережью Средиземного моря (с городами Ницца, Марсель, Монпелье и Барселона) до испанской Валенсии. В отличие от «голубого банана», в этой области больше развита деятельность, связанная с новыми технологиями, исследованиями и разработками. Численность населения «золотого банана» составляет 40-45 миллионов человек.